# Кадерцоне Терме
Кадерцо̀не Тѐрме (на италиански: Caderzone Terme; на ломбардски: Cadarciun, Кадарчун) е село и община в Северна Италия, автономна провинция Тренто, автономен регион Трентино-Южен Тирол. Разположено е на 723 m надморска височина. Населението на общината е 681 души (към 2019 г.).